# Енергија (ракета-носач)
РН „Енергија" је вишенаменска  ракета-носач супер-тешке класе носивости до 105 тона, криогене технологије. Породица Енергија М,1,2,3 (Ураган и Вулкан) универзалних ракета, требало је да покрије носивост од 35-175 тона, на ниску Земљину орбиту из Бајконура. Пројектовала ју је Ракетно-космичка корпорација Енергија Сергеја Корољова, а израђивао самарски „Прогрес". Еколошки је чиста, а као гориво користи течни водоник и кисеоник.

## Пројектовање и развој
Укидање неуспеле Н1 ракете после 1974. године, совјетска свемирска агенција започиње програм „Енергија-Буран", као што НАСА Спејс-шатл програм замењује Сатурн V. Истраживање предлаже пројекат Енергија-М, ракетни модул централног дела, дизајнираног за замену ракете-носача Протон, носивости 30-35 тона. Основна „Енергија" је дизајнирана да носи Орбитални авион Буран, који је захтевао много енергије на страни, а не на врху ракете. Зато је појачана са још четири бочна бустера. Међутим, „Енергија" може да обавља исти број мисија лансирања тешких сателита и за прво лансирање носи експерименталну космичку летелицу „Полус" .

## Експлоатација
У 20:30, 15. маја 1987. године, изведено је прво лансирање на космодрому ,,Лењински" у Бајконуру. Експериментална космичка летелица "Полус", са „Скиф-ДМ" орбиталном ласерском лабораторијом,  успешно је полетела на „Енергији". Међутим, при поновном улазку у атмосферу „Полус" се распао. Друго лансирање потпуно успешно се обавља 15. новембра 1988. године са орбиталном летелицом „Буран" на борту.
Године 1990. програм се напрасно обуставља, док у постројењима космодрома у Бајконуру, до 1993. године, остаје најмање пет ракета-носача „Енергија", у различитим стадијумима монтаже. 
Наслеђе програма је ракетни мотор РД-170 и серија мотора даљег развоја РД-180 и РД-190, као и покретање програма „Зенит", чији се основни модул и Енергијин бустер практично не разликују. Главни мотор РД-171 је још увек у употреби на ракети Зенит. РД-180 је основни погон ракета-носача Атлас V, док пројект Ангара користи други дериват РД-191.

## Варијанте
Постоје углавном три врсте из породице ракета „Енергија", поред основне:

### Енергија М
Енергија М је користи најмањи број мотора, 2-4 модификована Зенит бустера, само један мотор РД-0120 у средишњем модулу. Овај ракетни носач, дизајниран да замени Протон-К је изгубио тендер 1995. од конкурентске породице Ангара.

### Енергија-2 (Ураган)
Енергија-2, коју још називају Ураган, је планирана као ракета за вишекратну употребу. Средишњи модул може извести поновни улазак клизећим слетањем. Бустери су се сакупљали и поновно користили и на основној „Енергији".

### Вулкан - Херкулес
Вулкан - Херкулес (Енергија-3) је највећи број модула, назван по два руска програма, користећи осам Зенит бустера. Употребом „Енергија-М" као секундарног нивоа, може се остварити корисна носивост од 175 тона избацивањем на НЗО.